# 이수빈 (1996년)
이수빈(1996년 7월 24일 ~ )은 대한민국의 뮤지컬 배우이다.

## 학력
- 내촌초등학교 졸업
- 광동중학교 졸업
- 한림연예예술고등학교 뮤지컬과 / 졸업
- 중앙대학교 연극과

## 출연 작품

### 뮤지컬
- 2011년 - <내 마음의 풍금> _최홍연 역
- 2011년 ~ 2012년 - <영웅> _링링 역
- 2012년 - <브로드웨이 뮤지컬 13> _패트리스 역
- 2013년 - <로미오와 줄리엣> _줄리엣 역
- 2014년 ~ 2015년 - <영웅> _링링 역
- 2015년 - <데스노트> _사유 역
- 2016년 - <데스노트 쇼케이스> _사유 역
- 2017년 - <데스노트> _사유 역
- 2018년 - <웃는 남자> _데아 역
- 2019년 - <맘마미아!> _소피 역

### 영화
- 2016년 -《혼숨》 ... 선영 역
- 2003년 -《질투는 나의 힘》... 김재복 큰 딸 역
- 2004년 -《D-Day》... 딸 역
- 2010년 -《퀴즈왕》 ... 상도 딸 역
- 2012년 -《천국의 아이들》 ... 은효 역
- 2014년 -《방황하는 칼날》 ... 이수진 역
- 2015년 -《서부전선》 ... 옥분 역
- 2016년 -《혼숨》 ... 선영 역
- 2019년 -《시동》 ... 박다미 역

### 텔레비전 드라마
- 2001년 KBS 1TV TV소설 《새엄마》 ... 어린 허상희 역
- 2004년 MBC 일요로맨스극장 《단팥빵》 ... 어린 김선희 역
- 2004년 KBS 2TV 수목드라마 《꽃보다 아름다워》 ... 이민이 역
- 2013년 KBS 2TV TV소설《삼생이》 ... 석창희 역
- 2017년 웹 드라마 《복수노트》 허민아 역
- 2020년 SBS 아침연속극 《불새 2020》... 강승주 역
- 2020년 JTBC 수목드라마 《런 온》 ... 수빈 역
- 2022년 JTBC 토일드라마 《나의 해방일지》... 고은비 역
- 2022년 왓챠 《최종병기 앨리스》... 장미 역
- 2023년 JTBC 토일드라마 《신성한, 이혼》... 박채린 역
- 2023년 MBC 금토드라마 《조선 변호사》 … 청순이 역
- 2023년 JTBC 토일드라마 《킹더랜드》... 한유리 역
- 2024년 TV조선 토일드라마 《DNA 러버》... 손아리 역
- 2025년 JTBC 토일드라마 《천국보다  아름다운》... 정보람 역